# 실험복

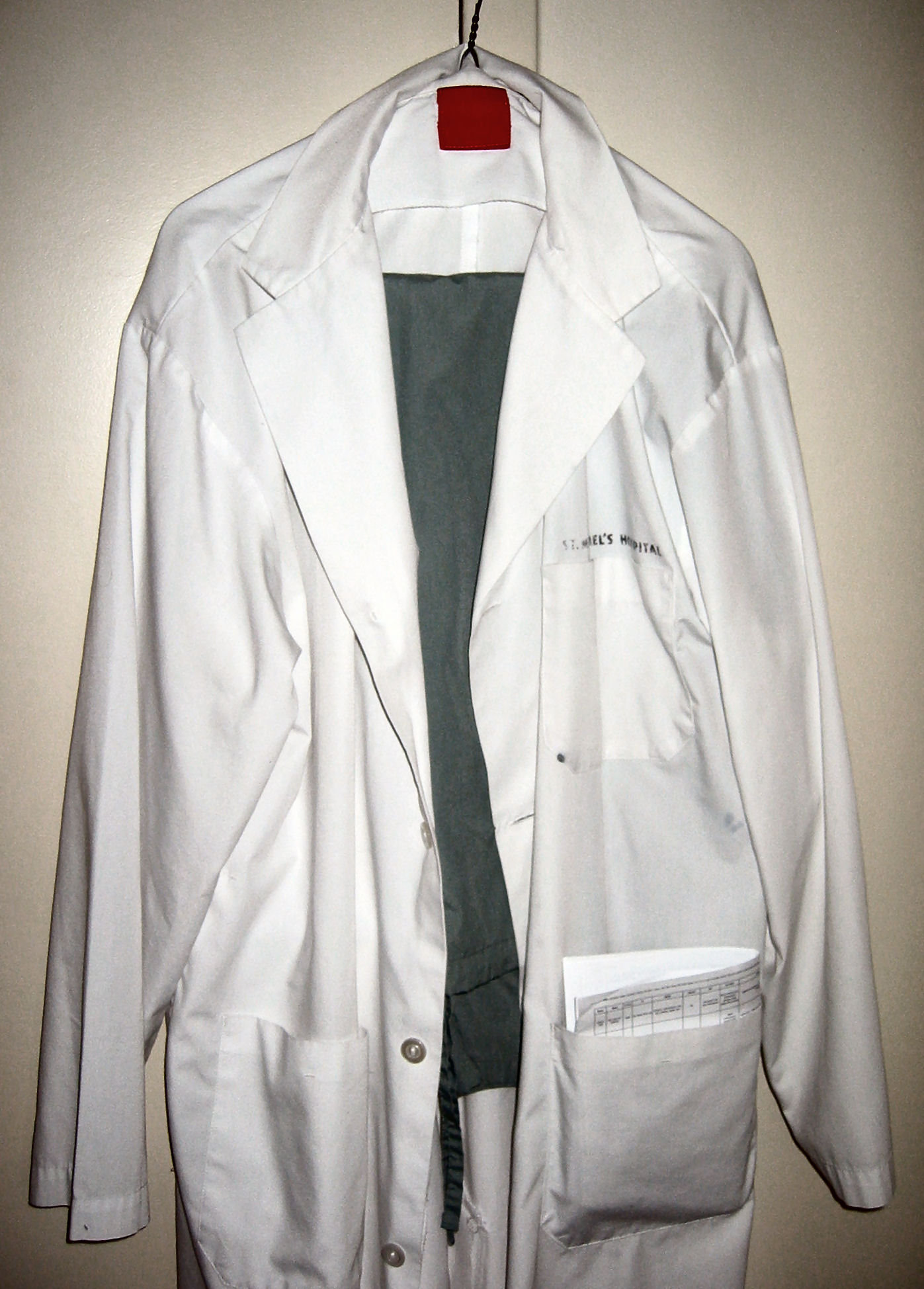
실험복

실험복(實驗服)은 의학이나 화학, 생물학 등의 분야의 연구실에서 일하는 연구자가 겉옷 위에 착용하는 의복이다. 보통 흰색이나 밝은 색의 면직물 또는 아마 또는 면과 폴리에스터의 혼방으로 만들어지는데, 이는 옷이 고온에서도 세척할 수 있도록 함과 동시에 세척 여부를 눈으로 쉽게 파악할 수 있도록 하기 위해서이다. 실험복은 주로 실험실에 있는 강한 산 등의 위험한 액체가 쏟아졌을 때 연구자를 보호하기 위한 목적으로 제작되며, 이 때문에 실험복은 주로 긴 소매로 만들어지며 액체를 잘 흡수하는 면 등의 직물로 만들어진다. 위험한 액체가 사용되지 않으며 긴 소매보다 반소매가 실험 과정에서 더욱 편리한 일부 분야에서는 반소매 실험복을 착용하기도 한다.

## 같이 보기
- 수술복